# 이수창 (화가)
이수창(李洙昌, 1929년 2월 9일 ~ 2013년 6월 24일)은 대한민국의 서양화가이다. 경상북도 영천시 출신이며 국립경국대학교 명예교수로 재직하였다.

## 생애
이수창(1929~2013)은 의성 태생으로 어린 시절을 누님이 살던 일본에서 보냈다. 일본에서 중학교를 졸업하고 미술학교로 진학을 했으나 해방을 맞아 귀국했다. 18세의 청년 이수창은 남한 최초로 설립된 <경주예술학교>에 입학해 평소 존경해 마지않던 손일봉을 사사했다. 학창시절, 이수창은 동기생인 박기태와 더불어 사생을 다니는 등 동반자로서의 미래를 함께 준비해나갔다. 둘은 작가로서의 성취욕뿐만 아니라 작품의 방법론까지도 공유하며 닮아갔다. 이수창은 특히 스승 손일봉의 회화론에서 한시도 떠나본 적이 없었다. 자연의 외관에 앞서 실체를 중시하는 것이나 수채화를 회화의 주된 방법론으로 설정한 것까지 오로지 스승을 닮고자 노력했다. 박기태에 이어 ’54년 <안동사범학교> 교사로 안동으로 왔다. 이수창은 ‘62년 사범학교가 폐교될 때 대구 <경북고등학교>로 잠시 전임했다가 ’65년 <안동교육대학>이 설립될 때 교수로 되돌아왔다.
이수창은 국내 4회, 해외 5회의 개인전을 개최했다. 해외에서 열었던 전시회는 ‘81년부터 2년간 일본 <쯔꾸바(梵波)대학> 교환교수 시절(동경예술대 객원교수)에 개최했던 것이다. 다섯 달 간격으로 다섯 차례나 열었다고 했으니 그 기간이 이수창에게 있어 가장 화가다운 시간이었다고 해도 과언이 아니다. ’82년에는 주로 <한국문화원>에서 개최했으며, ‘83년에는 <서긴자화랑>에서 개최했다. 수채화는 형식이 우선되는 예술이다. 내용보다는 형식에서 먼저 반응하게 되는 것이다. 그런 점에서 투명기법은 더욱 직관적이라고 할 수 있다. 그러나 이수창의 화풍은 투명과 불투명의 구별이 없을 뿐만 아니라, 재질감까지도 중요한 기법으로 차용하고 있다. 80년대 초 일본대학 객원교수로 있었던 2년간은 투명화법에 보다 치중했던 때였다. 서성록은 이때의 화풍을 이전보다 모던해진 것으로 평가했다. 붓을 꾹 눌러 화지에 채색을 해가던 방식에서 붓을 가볍게 튕기며 화지를 다독이는 수법상의 변화를 읽어냈다. 풍부해진 색감과, 세부묘사 역시 더 꼼꼼해졌다고 보았다. 형태의 윤곽이나 세부처리가 보다 현저해지고 세필에 의한 테크닉이 증대되었던 것 역시 고무적인 현상으로 꼽았다. 무엇보다 불투명수채화에서 투명수채화로의 변화에 주목했던 것이다.
이수창은 1994년 2월 25일, 화집을 상재했다. 그는 겸손하게 변을 썼다. “화집을 낼만한 그림은 되지 못하고 내어야할 나이만 되었다. 초년부터 이 나이가 되도록 교단과 화업에 양발을 놓고 살면서, 그 어느 쪽도 미흡한 채 늘 마음고생만 해왔다. 이제 교단을 떠나면서 여태 충실치 못했던 지금까지의 작품들을 추린다는 구실로 감히 이 책을 낼 결심을 했다. 이로써 여력을 한곳에 모우려 한다.” 이수창은 작업에만 전념하지 못하는 자세에 대해 마음고생이라는 표현을 썼다. “내가 평생 하고 있는 업이 업이라 젊어서 교직에 몸담아 있다 보니 본업인 화업은 자연, 주위가 조용해지고서야 작업에 들어가게 되는 관계로 밤이 소중해 질 수밖에 없었고 밤. 밤이 나에게는 자연스레 좋아질 수밖에 없다.
노년기에 제작했던 안동 도산면 가송리 풍경인 ‘녀던길’시리즈는 수채풍경의 백미로 꼽힌다. 2000년대에 들어, 70대의 화가가 500년 전에 살았던 유학자 퇴계 이황의 발자취를 더듬었던 가송리 풍광은 이수창 역시 성인을 흠모하고, 그 자신 선비다운 정신을 예술로 표출하고자 했던 의지로 읽힌다. 그 시리즈는 무엇보다 ‘예인으로서의 학(學)’이라는 부제를 탄생시켰다. 그림이라는 양식으로 완성시킨 인문학적 성과로 평가되는 것이다. 그가 끄집어낸 가송리의 일각들은 질풍노도처럼 난무하던 필선의 분방함이 가라앉고 성인의 뒷모습처럼 이상향의 세계로 인도하려는 듯한 염원이 담겨있다. 자연의 모습이 인성으로 감염되는 듯한 느낌을 그림을 통해 수혈 받게 되는 것이다. 이수창이 본 풍경은 현혹이 아니라 생기였다. 다시 말해, 묘사를 통해 느낌을 가공했던 것이다. 설명이 아니라 직관이었던 것이다. 이처럼 이수창만의 직관적 풍경은, 다르게 표현하면 진경의 현대적 변용이이라고 말할 수 있다. 서성록은 이수창의 회화를 떠받히는 뼈대란 어떤 관조의 정신이라고 말한다. 이때의 관조란 시각만을 즐겁게 하는 그런 표피적인 것이 아니라 이수창의 표현대로 감염성을 지닌, 다시 말하면 자연과 감응하는 상태의 것, 나아가 그것이 정신세계와 하나로 융합되는 상태의 개념을 뜻한다는 것이다.

## 기법
이수창 예술에 있어 두드러진 기법적 특징은 ‘닦아내기’ 방법과 투명·불투명을 넘나들며 리듬을 만들어내는 필선적 요소라고 할 수 있다. 이러한 조건들은 이수창 회화의 독창적 화어로 여겨질 만치 작품 곳곳에 스며있다. 이는 그가 즐겨 사용했던 화지에서 기인했다고도 보아진다. 90년대 이전까지만 해도 ‘자보루지’와 ‘와트만지’가 주된 화용지로 애용됐다. ‘자보루지’란 한 면에 붉은 기운이 도는 마분지를 일컫는다. ‘자보루지’는 막지면서도 중성지여서 불투명화법에 적합했다. 이 싸구려 종이는 일제 강점기 시대에 활동했던 권진호의 그림에서도 나타나고 있어 주목된다. 와트만지 역시 가장 두꺼운, 최소 300g 이상의 황목지를 사용했다. 또 기법적 특징인 ‘닦아내기’ 방법은 ’탑골종가‘(91x73cm, ’87년), 고택녹은(古宅綠隱, 91x73cm, ‘88년), 충효당(75.5x57cm, ’90년), ’탑골의 봄(90.5x73cm ‘90년) 등과 같이 향토색 짙은 소재에 응용되었으며, 이러한 방법은 사물의 효과를 극대화하였을 뿐만 아니라, 이수창만의 화법을 완성시켰다고도 볼 수 있다. 이수창의 고택 풍경은 고택이라는 형상에 머문 것이 아니라, 내재된 사유를 표현했다고 보는 게 더 타당하다. 이수창은 지역에 대한, 토포그래피적인 방법을 터득해냈으며 소재와 제재를 발췌함으로써 지역에 대한 애정을 듬뿍 담아냈다. 이러한 점은 진경정신의 수채적 구현이자 발상으로 연결 짓게 된다. 안동이라는 유교적 풍토와 자연환경이 물그림과의 자연스런 합일을 이루어낸 것이다.
‘무인산수’. 이는 평론가 서성록의 말이다. 점경인물 하나 배치하지 않았지만, 화면 밖에서 그 광경을 맞닥뜨린 화가의 경외감이 읽혀든다. 서성록은 이수창 화론에서 그림에 기조를 이루는 요소들, 즉 부분보다는 전체에 강조점을 찍거나 세기(細技)를 배척하는 것에 대해 이를 진경성의 추구라고 보았으며, 서양화의 기본 틀로서의 사실성이 정도를 벗어나 있음을 지적하면서도 이를 서양화를 동양화의 수법으로 해소한 것으로 이해했다. 작가가 소중하게 여겼던 것은 ‘사실의 진실성’이 아니라 ‘자연의 진실성’ 즉 ‘진경성(眞景性)’의 추구였던 것이다. “무엇보다 자연을 겸허하게 바라보고자 합니다. 산의 능선, 나뭇가지, 풀잎 하나하나의 형상에는 자연의 법칙이 내재되어 있다고 봅니다. 그렇다고 이러한 자연을 있는 그대로 모사하려고 고집하지는 않습니다. 중요한 것은 어떤 자연 형상을 변형, 왜곡시킬 때는 조형적인 필연성이 따라야 한다고 봅니다. 사실 회화도 조형적인 당위성이 있어야 하지요.” “자연 속에 내재된 추상을 끄집어내는 것이 구상이다.” 이것이 이수창의 회화론이다.
수채(재료)로 수채화에 갇히는 것이 아니라, 수채로 회화에 도달하는 것, 이것이 이수창의 창조성이다. 투명과 불투명의 경계가 소멸되어버린 지점이 전혀 어색하지 않고 자연스럽기까지 하다. 특히 초창기 야수파적 화풍은 자보루지라는 재질 위에 강렬한 붓놀림으로 형태의 본질만을 구축했다. 디테일이 지양된 귀납적 표현이 화면에서 눈을 뗄 수 없게 만드는 것이다. 재료로서 회화에 접근하기보다 재료에 의해 주저앉혀지는 작업태도가 투명화를 지향하는 작가들의 딜레마 같다. 리얼리티를 발산하고 있음에도, 다가가는 감정은 화면이디자인처럼 느껴져서 물러서게 만든다. 디테일과 멋부리기라는 느낌이 오히려 깊은 교감을 방해하기도 하는 것이다. 가령 ‘비 오는 풍경’이 있다고 치자. 비를 느끼고, 그 감정에 동화시키기보다 비가 강요되고 있다는 불편함이 앞선 감정이라면 그 그림은 감탄은 확보했으되 감동까지는 다가가지 못한 그림이 되는 것이다. 물맛이란, 자연스러움이 결정한다. 기교나 억지효과로서는 스스로 한계를 지우는 일이 된다. 손일봉은 최고의 기교란 내재되어있는 것이라고 했다. 왁자하게 드러내는 것이 아니라 감춰진 듯 작동해야 한다는 말이다.
이수창의 풍경화에서 보듯, 형태를둘러치는 외곽선은 표현주의적 효과와 더불어 일획의 강렬함을 선사한다. 이러한 선의 느낌을 친구인 박기태가 응용했다고 두 사람 모두의 제자 조광래는 상기했다. 박기태의 인물화, 특히 ‘국전’ 작에서의 엄정했던 형태감이 날렵한 선들로 풀어지기 시작하는 것은 70년대 후반부터이며, 한국수채화, 특히 인물화의 개성적 특장으로 각인시킨 기법이기도 하다. 화풍은 취향의 문제이기도 하지만 기질적 측면 또한 무시할 수 없다. 화풍이란 기질이 선호하는 방향성에 대한 자발적 발현이기 때문이다. 그렇기 때문에 어떤 작가가 물질의 효용성을 주장하며 화면효과에 치중했다면 이는 화면중심 화풍이 되는 것이다. 화면중심 작업태도는 기교의 정교함이나 재료의 개방 등 화면효과의 극대화를 지향한다. 대표적인 ‘투명화’의 양식이 되는 것이다. 한편, 물질의 효용성보다는 기질적 측면을 더 강조하고 있는 게 필력중심 화풍이다. 일명 ‘안동수채화’라고 하는 기질과 스타일에 대한 양식적 대답인 것이다.
이수창은 수채화로서는 크다고 느껴질 만한 ‘91x73cm’ 크기의 종이들을 애용했다. 유화 캔버스 규격으로 치면 ‘30호 F’크기이다. 이수창은 이 규격을 가장 이상적이며 보편적인 규격으로 여겼던 것 같다. 그림 자체가 시원스러운 느낌을 갖게 하는 이유이기도 하다. ‘94년 ’안동미협전‘에 출품했던 풍경화(전지 규격)는 주변의 유화 작품들을 제쳐놓고 전시장을 압도했다. 그때의 느낌은 이랬다. ’굵은 터치와 맑은 색조. 호기 넘치는 하늘의 파노라마. 역광 속에 녹아있는 탁색의 정감. 절제된 바다의 호수 같은 표정. 아, 필력의 후련함!’ 이수창의 화면은 거친 선들로 율동하지만 무질서한 가운데서도 질서정연한, 역설적 화면이 특장이다. 그는 ‘묘사’를 거부하는 대신 ‘느낌’에 다가간다. 아무리 아롱거리는 물결이더라도 몇 개의 둔탁한 선이면 그만이다. 서성록이 말했던, 바로 ‘진경’의 경지다. 시라기보다는 시 형식의 산문 같다는 느낌이 드는 이유기도 하다.

## 안동화단활동
이수창은 지역화단의 토대를 만들어낸 주인공일 뿐만 아니라, ‘98년 ‘경북수채화협회’의 전신인 ‘영남수채화작가회’ 고문으로 창립을 이끌기도 했다. 이수창은 어떤 점에서는 예술가라기보다는 선비 또는 스승이라는 본분에 더 충실했다고도 볼 수 있다. 젊은 시절 품었던 배움에 대한 열망만큼이나 가르침에 대한 열의 또한 컸던 것이다. <경주예술학교> 시절 손일봉이 친일·좌익으로 몰려 결국 교장 직을 사퇴하는 굴곡 속에서도 학교를 포기하지 않았던 것은 배움에 대한 열망 때문이었다. “그래도 우리가 끝까지 학교를 다녔던 것은 손일봉 · 주경선생께 배울 것이 많았기 때문이었지요. 나중에 학생들이 몇 안남아 도제식 수업을 했는데 이분들의 영향을 많이 받았습니다.” 이수창은 5-60년대 젊은 시절, ‘형식’보다는 ‘내용’을 중시했던 그림들을 남기기도 했다. 표현주의적 경향에다 자의식이 강했던 그림들이었다. 그 시절 그림들은 불투명 기법으로 이루어진 것이 대부분이었다. 이는 당시 안동작가들이 즐겨 썼던 ‘자보루지’라는 재료적 특성과도 무관치 않은 것이다. 작가의 이면적 스펙트럼을 확인했던 월간미술 김복기 기자가 과거와 현재를 비교해 물었다. 60대 초반의 이수창이 대답했다. “거기에 비하면 요즘 내 작품은 너무 얌전하지요. 대학에서 오랫동안 학생들에게 미술의 기본을 다져야한다고 강조하다보니 내 그림도 너무 교과서처럼 되어가는 것 같아 늘 그것을 경계합니다.”

## 개인사
이수창의 처세술과 예술혼은 『유몽영』에서 말하는 중은의 삶을 떠올리게 한다. 이수창은 중앙무대에서의 조명이 유보되어 있는 작가다. 그 자신 안동이라는 시골대학에서 후학들을 가르치며, 지역을 사랑한 소박한 삶을 살았기 때문이다. 교직을 과감히 박차고 그림으로 승부를 걸겠다며 불나방처럼 상경했던 박기태와는 달리, 이수창은 안분과 겸양의 도를 중시했다. 그래서 생을 마칠 때까지 자의든 타의든 중은의 삶에 만족했던 것이다. 중은의 삶이라고 했던 것은 비록 국립대학 교수직이라 하더라도 중앙 집중화된 우리나라의 사정에서 보면 한직에 머물렀다고 밖에 볼 수 없기 때문이다. ‘능히 세상 사람이 바삐 여기는 것을 등한히 하는 자만이 바야흐로 세상 사람이 등한히 여기는 것을 바삐 할 수 있다(能閒世人之所忙者, 方能忙世人之所閒)’. 이는 장조가 지은 『유몽영』이라는 책의 209칙에 나오는 내용이다. 이수창의 화풍이 바로 이런 느낌을 자아낸다.
이수창은 장대한 기골에다 너그러운 성품을 지녔다. 낙천적으로 느껴질 만큼 느긋하였으며 목소리 또한 느리고 부드러운 톤을 유지했다. 제자를 한 번도 큰소리로 꾸짖는 것을 보지 못했다. 괄괄한 성격에 엄격했던 김인수와는 대조적이어서, 여린 성격의 글쓴이에겐 더 의지하게끔 만들었던 스승이기도 했다. 이수창은 예술본연의 자세를 강조하여 수채화단체를 결성할 적에도 ‘협회’나 ‘작가회’와 같은 명칭보다는 ‘요수회(樂水會)’나 ‘영수회(嶺水會)’ 등과 같이 예술을 즐길 줄 아는 진정성과 향토애를 원했다. 그러나 젊은 작가들은 언제나 ‘작가회’나 ‘협회’를 고집했고, 그럴 때마다 자신의 제안에 큰 미련을 두지 않았다. 이 대목에서 이수창의 인품과 그 자신의 예술관의 일단이 엿보인다.
이수창은 안동시내 구시장 내 백화점 건물에서 살았다. 건물 주인이기도 했지만, 작업실은 4층 옥상에 지어놓은 가건물이 고작이었다. 일명 옥탑방 화실이었다. 작품액자를 들고 오르내리기가 불편했을 법도 하지만 따로 작업실을 두지 않았던 것은 늘 병치레에 시달리던 아내가 이곳을 한 시도 떠나 살기를 싫어했기 때문이다. 유일하게 1층 작업실을 가져보았을 때가 90년대 후반 <솔밤작가촌> 시절의 몇 년 간이었다. <솔밤작가촌>은 경북북부지역에서 가장 먼저 시도됐던, 폐교(서후면 이송천리 송강초등학교)를 임대해 조성했던 작가촌이었다. 제자들을 위해 앞장서서 추진했던 일이기도 했다. 이수창은 안동이 전통문화에의 경도 때문에 현대 문화나 예술이 위축되는 현실을 자주 토로했다. 기관단체에서 지역작가의 작품을 매년 한 두 점 씩 매입해 둔다면, 장차 지역경제에도 도움이 될 것임을 역설하기도 했다. 안동미술은 이수창으로부터 출발했고, 그의 유지를 기억해야 할 의무가 있다.

## 학력
- 1948 경주예술학교 1회 졸업
- 1966 서라벌예술대학 미술학
- 1979 계명대학교 대학원 미술학 석사

## 기관경력
- 1950 – 1951 의성공업중학교 교사
- 1951 – 1953 영천중고등학교 교사
- 1954 – 1963 안동사범학교 교사
- 1963 – 1965 경북고등학교 교사
- 1965 – 1978 안동교육대학 교수
- 1979 – 1994 안동대학교 예술대학 서양화과 교수
- 1980 – 1991 경북도전 초대작가, 심사위원, 운영위원
- 1981 – 1983 일본 쓰쿠바 대학 예술학부 객원교수
- 1981 – 1983 일본 도쿄 예술대학 미술학부 객원교수
- 1984 전국대학미술전람회 서양화분과 심사위원장
- 1987 – 1991 한국예술문화단체 총연합회 안동지부장, 한국수채화작가회, 한국미술협회 회원
- 1993 국립안동대학교 예술대학장
- 1994 국립안동대학교 명예교수, 경상북도 문화상 심사위원

## 개인전
- 1982 이수창 작품전, 츠쿠바 대학교 전시장, 츠쿠바, 일본
- 1982 주 일본 대한민국 문화원, 동경, 일본
- 1983 이수창畵展, 츠쿠바 대학교 전시장, 츠쿠바, 일본
- 1983 니시긴자(西銀座)화랑, 동경, 일본
- 1983 SVAX 갤러리, 동경, 일본
- 2017 이수창 작가 회고전 1929-2013, 안동 구상회화의 기틀, 안동 문화 예술의 전당, 안동

## 단체전
- 1956 박기태-김인수-이수창 3인전, 스쿨서점, 안동
- 1975 한국 수채화창작가협회 창립전, 미술회관(안국동), 서울
- 1975 한국 수채화창작가협회 창립전, 미술회관(안국동), 서울
- 1980 경상북도 미술대전 초대작가, 대구
- 1984 신라미술대전 초대작가, 경주
- 1984 – 2012 한국 수채화작가회전 (총 34회 참가), 동방플라자 등
- 1985 한국 수채화작가회전, 일본주재 한국문화원, 동경, 일본
- 1987 한국 수채화작가회전, 주 프랑스 대한민국 문화원 및 프랑스 5개 도시 순회전, 프랑스
- 1990 현대미술초대전, 국립현대미술관, 과천
- 1991 경상북도 미술대전 초대작가, 대구
- 1991 신라미술대전 초대작가, 경주
- 1997 오늘의 한국 수채화 10인 초대전, 서울 갤러리, 서울

## 훈포장
- 1985 국민훈장 목련장
- 1994 국민훈장 모란장

## 저술
- 논문, 관조태도에 관한 실험적 연구 -감상교육의 객관적 기초제시를 위한-, 1966
- 논문, 미적체험에 관한 연구 -회화감상의 경우-, 1969
- 논문, 한국적 곡선에 관한 분석고찰 -고려시대 토기와 자기 및 조선시대 분청자기의 대표적 외측곡선의 비교, 1972

## 방송 및 언론
- 1991 월전미술문화재단 《월간미술》 7월호, ‘이수창, 자연을 형상화하는 넉넉한 여유’
- 1992. 2. 2, 한국방송공사(KBS) 《TV미술관》, ‘풍경속의 자화상 – 서양화가 이수창’